# HMAS Adele
HMAS „Adele” – okręt Royal Australian Navy (RAN) początkowo zbudowany jako prywatny jacht.  Wodowany w 1906 został zakupiony  w 1915 roku, przez RAN, gdzie służył w latach 1915-1922 i ponownie 1939-1943.

## Historia
Parowy jacht „Adele” został wodowany w stoczni szkockiej stoczni Hawthorne & Co w Leith w 1906.  Jacht o wyporności 350 ton miał stalowy kadłub, mierzył 145 stóp długości (44,2 m), 22 stopy i 4 cale szerokości (6,81 m) i 9 stóp oraz 10,5 cala (3 m) zanurzenia.  Napęd zapewniał silnik parowy potrójnego rozprężenia o mocy 68 koni mechanicznych dający „Adele” maksymalną prędkość 12 węzłów.  Pierwszym właścicielem jachtu był Henry Dutton, właściciel znacznych posiadłości ziemskich w Australii Południowej.
Po śmierci Duttona jacht został zakupiony 31 maja 1915 za kwotę 21 000 funtów przez rząd federalny Australii. Jacht wszedł do służby RAN jako HMAS „Franklin”, został nazwany na cześć Johna Franklina - podróżnika i gubernatora Tasmanii. Począwszy od 14 września 1915 „Franklin” służył jako jacht (w oryginale i oficjalnie - tender) w szkole morskiej Royal Australian Naval College w Jervis Bay.  W maju 1920 na pokładzie „Franklin” przebywał w książę Walii (późniejszy król Edward VIII Windsor) Edward w czasie ceremonialnego przeglądu floty australijskiej.  „Franklin” został wycofany do rezerwy 31 marca 1921, wszedł ponownie do aktywnej służby 21 września 1921 i ostatecznie został skreślony ze stanu RAN 18 września 1922.
1 czerwca 1924 „Adele” został przekazany jako podarunek Nowej Gwinei Australijskiej na użytek tamtejszego Administratora, gdzie jacht służył siedem lat. W 1932 z powodów oszczędnościowych jacht został zakonserwowany w Rabaulu, gdzie został zakupiony przez prywatną osobę 7 grudnia 1932 za 1652 dolary.  Jacht przeszedł remont i modernizację – został wyposażony jako luksusowy pełnomorski jacht. W późniejszym czasie statek został zakupiony przez C. H. Relpha z Sydney i spędził kilka lat zakotwiczony w Rose Bay w Port Jackson.
18 września 1939 „Adele” został zarekwirowany przez RAN i wszedł do służby 20 października jako HMAS „Adele” (KY89) w roli examination vessel (okręt przeznaczony do przeprowadzania inspekcji statków i okrętów wpływających do portu).  HMAS „Adele” służył w Sydney i Darwin. W maju 1943 „Adele” został tymczasowo wysłany do Port Kembla, gdzie w nocy 7 maja wszedł na falochron i został całkowicie zniszczony.